# みんなで手作りクリスマス〜出来るまでがお楽しみ〜
みんなで手作りクリスマス〜出来るまでがお楽しみ〜（みんなでてづくりくりすます できるまでがおたのしみ）は、TBSテレビ（関東ローカル）にて2012年11月28日から同年12月19日までの4週にわたって毎週水曜日23:45 - 23:50に放送されたミニ番組。無印良品の一社提供。

## 概要
毎週土曜日放送の情報バラエティ『王様のブランチ』のレギュラーリポーターである鈴木あきえ、青木英李、麻里奈が自分たちの手でオリジナルのクリスマスを作るというもの。番組の最後にはスポンサーである無印良品のインフォマーシャル（ヘクセンハウス）が挿入される。

## 出演
- 鈴木あきえ
- 青木英李
- 麻里奈
- 山本侑貴子（食・空間プロデューサー）

## スタッフ
- ナレーター：服部潤

## 放映リスト
| 放送日時                  | 内容                                                   |
| ------------------------- | ------------------------------------------------------ |
| 2012年11月28日            | クリスマスプレゼントをステキに見せるためのラッピング術 |
| 2012年12月5日             | 手作りオーナメントを使ってクリスマスツリーを飾ろう     |
| 2012年12月12日            | 手作りクリスマスカードを作ろう                         |
| 2012年12月19日 （最終回） | テーブルコーディネートに挑戦しよう                     |